# Saubrigues
Saubrigues est une commune française située dans le département des Landes en région Nouvelle-Aquitaine.
Le gentilé est Saubriguais.

## Géographie

### Localisation
Saubrigues est située dans le Maremne, à onze kilomètres de Capbreton et à environ vingt kilomètres de Bayonne.

### Communes limitrophes
Les communes limitrophes sont Bénesse-Maremne, Orx, Saint-André-de-Seignanx, Saint-Jean-de-Marsacq, Saint-Martin-de-Hinx et Saint-Vincent-de-Tyrosse.
| Bénesse-Maremne         | Saint-Vincent-de-Tyrosse |                       |
| Orx                     | Saubrigues               | Saint-Jean-de-Marsacq |
| Saint-André-de-Seignanx | Saint-Martin-de-Hinx     |                       |

### Climat
Pour des articles plus généraux, voir Climat de la Nouvelle-Aquitaine et Climat des Landes.
Historiquement, la commune est exposée à un micro climat océanique basque.  
En 2020, Météo-France publie une typologie des climats de la France métropolitaine dans laquelle la commune est exposée à un climat océanique et est dans la région climatique  Pyrénées atlantiques, caractérisée par une pluviométrie élevée (>1 200 mm/an) en toutes saisons, des hiver très doux (7,5 °C en plaine) et des vents faibles.
Pour la période 1971-2000, la température annuelle moyenne est de 13,7 °C, avec une amplitude thermique annuelle de 13,2 °C. Le cumul annuel moyen de précipitations est de 1 357 mm, avec 13,3 jours de précipitations en janvier et 8,2 jours en juillet. Pour la période 1991-2020, la température moyenne annuelle observée sur la station météorologique la plus proche, située sur la commune de Saint-Martin-de-Hinx à 5 km à vol d'oiseau, est de 14,2 °C et le cumul annuel moyen de précipitations est de 1 410,1 mm,. Pour l'avenir, les paramètres climatiques de la commune estimés pour 2050 selon différents scénarios d’émission de gaz à effet de serre sont consultables sur un site dédié publié par Météo-France en novembre 2022.

## Urbanisme

### Typologie
Au 1er janvier 2024, Saubrigues est catégorisée commune rurale à habitat dispersé, selon la nouvelle grille communale de densité à sept niveaux définie par l'Insee en 2022.
Elle est située hors unité urbaine et hors attraction des villes,.

### Occupation des sols

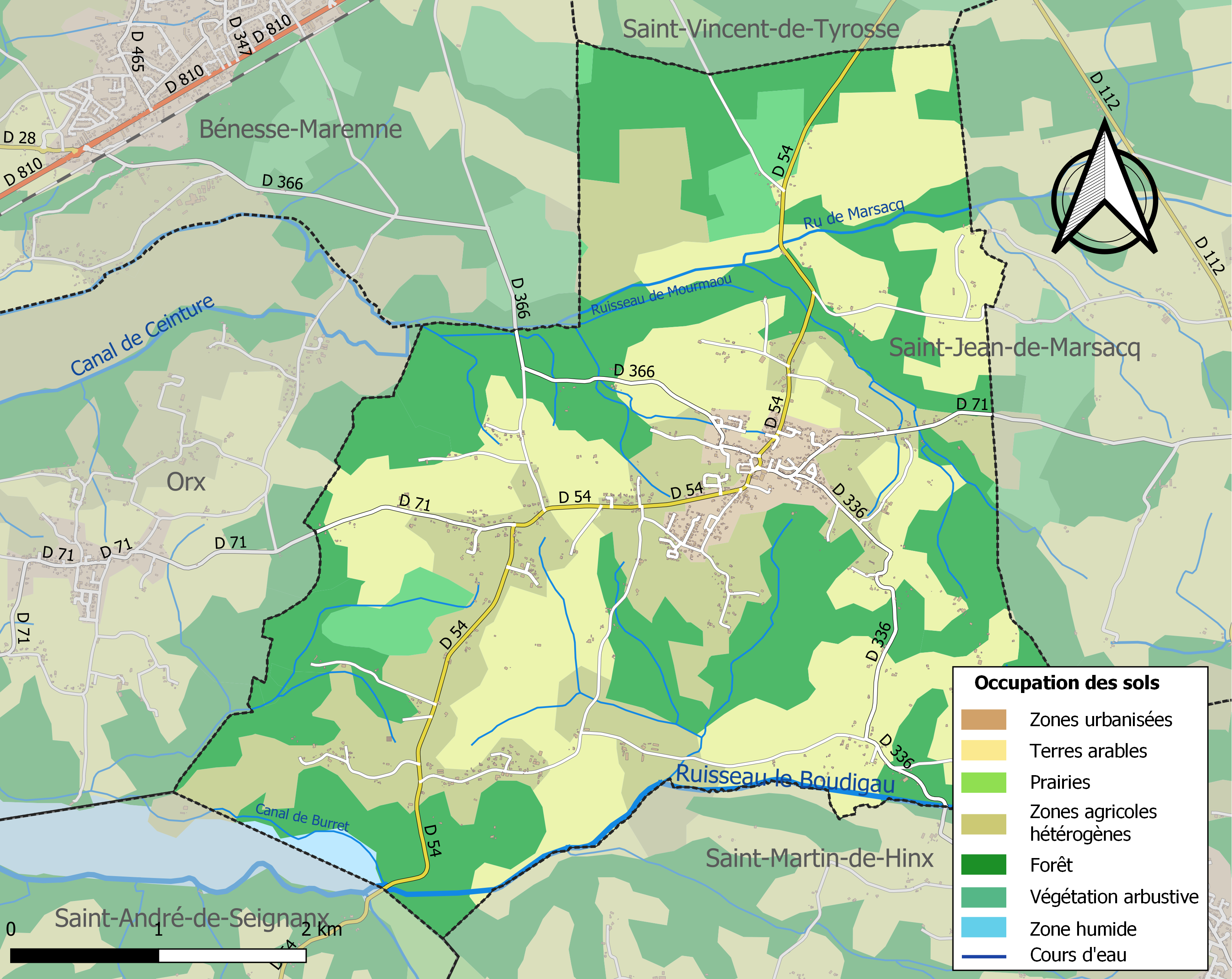
Carte des infrastructures et de l'occupation des sols de la commune en 2018 (CLC).

L'occupation des sols de la commune, telle qu'elle ressort de la base de données européenne d’occupation biophysique des sols Corine Land Cover (CLC), est marquée par l'importance des territoires agricoles (56,2 % en 2018), en augmentation par rapport à 1990 (55,1 %). La répartition détaillée en 2018 est la suivante : forêts (36,6 %), terres arables (33,8 %), zones agricoles hétérogènes (22,3 %), milieux à végétation arbustive et/ou herbacée (3,6 %), zones urbanisées (2,9 %), zones humides intérieures (0,7 %). L'évolution de l’occupation des sols de la commune et de ses infrastructures peut être observée sur les différentes représentations cartographiques du territoire : la carte de Cassini (XVIIIe siècle), la carte d'état-major (1820-1866) et les cartes ou photos aériennes de l'IGN pour la période actuelle (1950 à aujourd'hui).

### Lieudits et hameaux
Six quartiers composent la commune de Saubrigues :
- Estrade et Bastot ;
- le Maçon et le Céré ;
- Bellevue et Tauziets ;
- le Basque et l'Artigau ;
- le Peyret ;
- l’Église et Bousquet.

### Risques majeurs
Le territoire de la commune de Saubrigues est vulnérable à différents aléas naturels : météorologiques (tempête, orage, neige, grand froid, canicule ou sécheresse), feux de forêts, mouvements de terrains et séisme (sismicité modérée). Un site publié par le BRGM permet d'évaluer simplement et rapidement les risques d'un bien localisé soit par son adresse soit par le numéro de sa parcelle.
Saubrigues est exposée au risque de feu de forêt. Depuis le 20 avril 2016, les départements de la Gironde, des Landes et de Lot-et-Garonne disposent d’un règlement interdépartemental de protection de la forêt contre les incendies. Ce règlement vise à mieux prévenir les incendies de forêt, à faciliter les interventions des services et à limiter les conséquences, que ce soit par le débroussaillement, la limitation de l’apport du feu ou la réglementation des activités en forêt. Il définit en particulier cinq niveaux de vigilance croissants auxquels sont associés différentes mesures,.
Les mouvements de terrains susceptibles de se produire sur la commune sont des tassements différentiels.

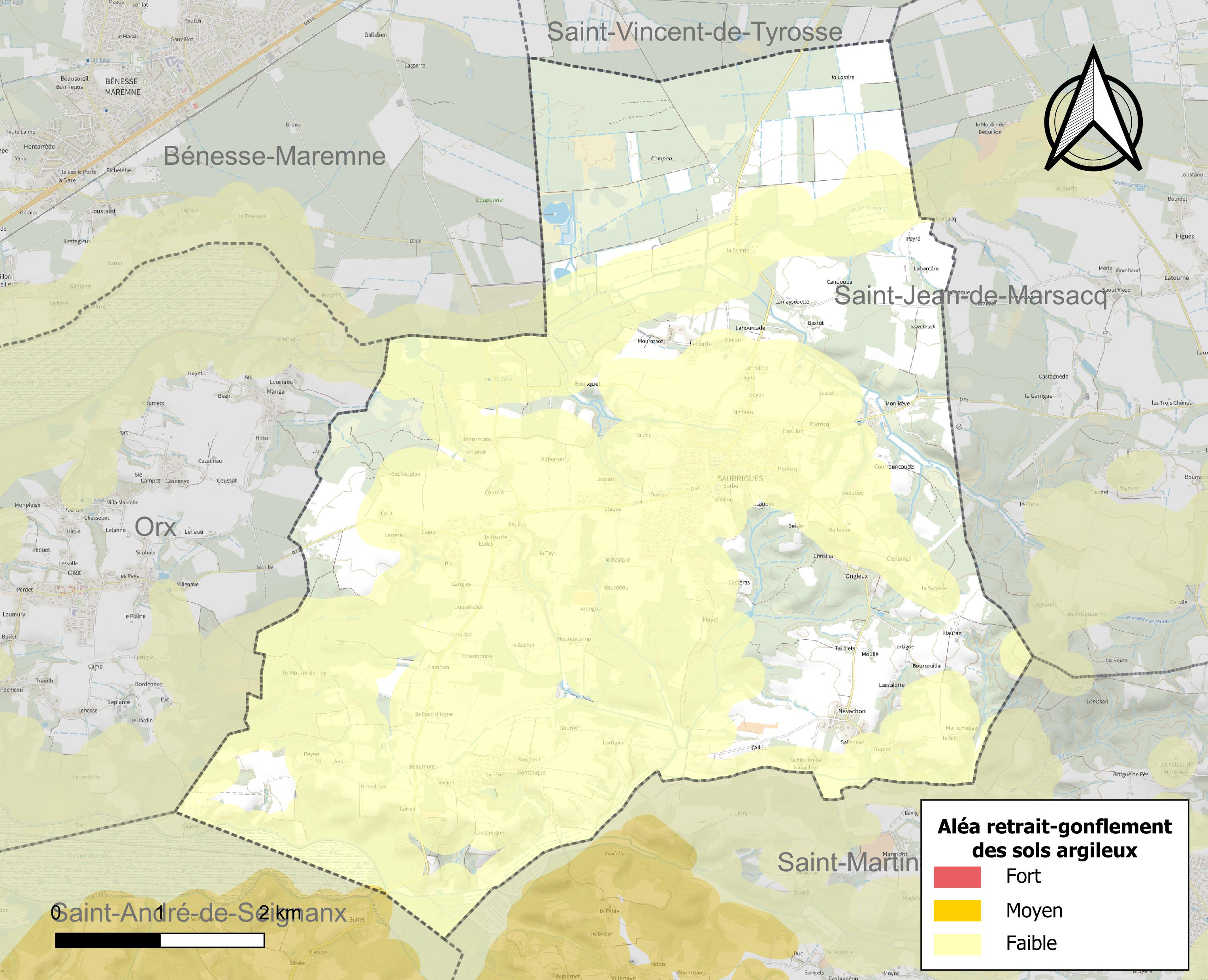
Carte des zones d'aléa retrait-gonflement des sols argileux de Saubrigues.

Le retrait-gonflement des sols argileux est susceptible d'engendrer des dommages importants aux bâtiments en cas d’alternance de périodes de sécheresse et de pluie. Aucune partie du territoire de la commune n'est en aléa moyen ou fort (19,2 % au niveau départemental et 48,5 % au niveau national). Sur les 625 bâtiments dénombrés sur la commune en 2019,  aucun n'est en aléa moyen ou fort, à comparer aux 17 % au niveau départemental et 54 % au niveau national. Une cartographie de l'exposition du territoire national au retrait gonflement des sols argileux est disponible sur le site du BRGM,.
La commune a été reconnue en état de catastrophe naturelle au titre des dommages causés par les inondations et coulées de boue survenues en 1988, 1999 et 2009 et par des mouvements de terrain en 1999

## Toponymie
Les étymologistes sont très partagés sur l’origine de cette appellation[réf. nécessaire].
- 1re définition : briga = pont, sault = défilé, d'où le pont au bout du défilé ou le défilé du pont.
- 2e définition : saube vient du latin saltus = zone de bois et de pacage, briga = pont d'où Saubrigues = zone de bois et de pacage avec des ruisseaux qui la sillonnent.

## Histoire

### Préhistoire
Des vestiges moustériens ont été découverts au sud du village, à la lisière avec le village voisin de Saint-André de Seignanx. Ces vestiges lithiques ont été confiés à M. Michel Lenoir, de l'Institut du quaternaire (Talence) qui a confirmé qu'ils étaient l’œuvre d'hommes de Néandertal. (- 300.000 à - 30.000 ans) - Ces outils lithiques sont donc principalement, comme c'est le cas du moustérien, des pointes, coches, et denticulés.

### L'église et son abside romane
L'église, édifiée au XIIe siècle, a subi des transformations qui l'ont malheureusement amputée d'une partie de ses richesses architecturales, notamment son beffroi. En effet, entre 1874-1879 et 1894, des campagnes de travaux y ont été menées par l'architecte Roger Legrand : reconstruction du clocher, du porche, des deux sacristies, allongement de la nef (9 m) , pose des vitraux et de trois autels. Fort heureusement, on peut encore y admirer 21 modillons splendides, datés du second quart du XIIe siècle, qui alternent animaux fantastiques du bestiaire roman, végétaux, et personnages.
Cette église n'est pas, pour l'instant, inscrite aux monuments historiques.

### Les mottes de Saubrigues
Le village de Saubrigues en comporte quatre. Les mottes castrales (appelées aussi "châteaux de terre" ou encore "mottes féodales") étaient un lieu défensif, marque d'un seigneur local. Les recherches sont actuellement en cours pour déterminer l'identité de ce suzerain. Saubrigues a la particularité de posséder quatre mottes castrales sur deux sites distincts, dont la toponymie est édifiante : au nord, sur le site de "la redoute" (lieu fortifié) la motte domine la plaine de Saint-Vincent de Tyrosse. Au sud, ce ne sont pas moins de trois mottes, sur le dont une motte dite "basse-cour" et des mottes jumelles", le tout sur le lieu-dit "Castéra" (du latin : "castrum",  château) - Ces mottes se sont bien sûr affaissées en huit siècles d'âge. Les mottes jumelles ne mesurent plus "que" six mètres de haut.
Ces quatre mottes sont préservées par la Direction régionale des affaires culturelles.

### La révolte des Métayers
C'est de Saubrigues qu'est partie la lutte des métayers contre les propriétaires : début dans les années 1920[réf. nécessaire].

## Politique et administration
| Période                                  | Période  | Identité           | Étiquette | Qualité              |
| ---------------------------------------- | -------- | ------------------ | --------- | -------------------- |
| 1971                                     | 1995     | Robert Dardy       |           | Agriculteur          |
| 1995                                     | 2014     | Francis Dubertrand |           | Géomètre du cadastre |
| 2014                                     | En cours | Benoît Darets      | DVG       | Agent territorial    |
| Les données manquantes sont à compléter. |          |                    |           |                      |

### Jumelages
Le Ferré (France) Ille-et-Vilaine (Bretagne).

## Démographie
| 1793 | 1800 | 1806 | 1821 | 1831  | 1836  | 1841  | 1846  | 1851  |
| ---- | ---- | ---- | ---- | ----- | ----- | ----- | ----- | ----- |
| 828  | 724  | 835  | 992  | 1 028 | 1 068 | 1 027 | 1 040 | 1 050 |

| 1856  | 1861  | 1866  | 1872  | 1876  | 1881  | 1886  | 1891  | 1896  |
| ----- | ----- | ----- | ----- | ----- | ----- | ----- | ----- | ----- |
| 1 035 | 1 091 | 1 095 | 1 086 | 1 080 | 1 079 | 1 059 | 1 012 | 1 023 |

| 1901  | 1906  | 1911  | 1921 | 1926 | 1931 | 1936 | 1946 | 1954 |
| ----- | ----- | ----- | ---- | ---- | ---- | ---- | ---- | ---- |
| 1 057 | 1 074 | 1 003 | 923  | 884  | 829  | 783  | 756  | 730  |

| 1962 | 1968 | 1975 | 1982 | 1990 | 1999  | 2004  | 2006  | 2009  |
| ---- | ---- | ---- | ---- | ---- | ----- | ----- | ----- | ----- |
| 798  | 757  | 687  | 764  | 887  | 1 076 | 1 181 | 1 213 | 1 356 |

| 2014  | 2019  | 2022  | - | - | - | - | - | - |
| ----- | ----- | ----- | - | - | - | - | - | - |
| 1 383 | 1 495 | 1 605 | - | - | - | - | - | - |

## Culture et patrimoine

### Lieux et monuments
Église Saint-Pierre de Saubrigues du XIIe siècle.

### Personnalités liées
- Joseph Beaurredon (1844-1929), religieux catholique, enseignant et écrivain domicilié à Saubrigues entre 1881 et 1889.

## Vie pratique

### Culture
La commune dispose d'une médiathèque, où chacun peut librement consulter ouvrages et documents vidéos.

#### Fêtes
Les fêtes de Saubrigues ont lieu chaque année pendant trois jours lors du premier week-end du mois de juillet, du vendredi midi au dimanche soir. Il s'agit de trois jours où alternent repas, bodegas, concerts, bals et de multiples activités pour tous.

##### Maisons typiques

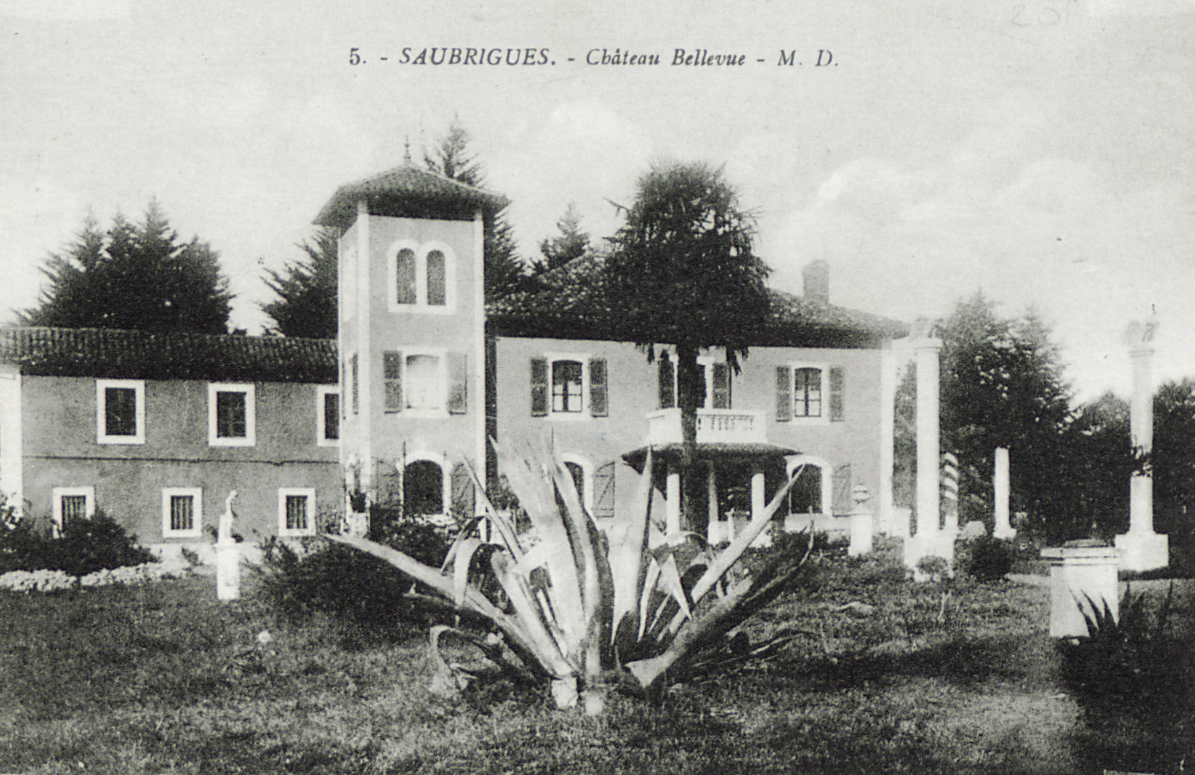
Carte postale du château Bellevue (début du XXe siècle).

- "Le Bastot", route de Saint-Vincent-de-Tyrosse, manoir au bout d'une allée d'arbres centenaires. Elle appartenait à une très vieille famille saubriguaise, les Gorostarzu, dont l'un membres les plus connus fut le colonel André de Gorostarzu. Elle appartient au Vte et à la Vtesse Bernard de Thoisy depuis 1984.
- Le domaine de "Bellevue" ou de Peyrecave, d'où la côte de Peyrecave, propriété de la famille Dorlanne. Le parc s'étend sur trois hectares. Son premier propriétaire fut Jules de Peyrecave, qui est enterré dans le parc, dans un bosquet de chênes et de pins. Il fut, paraît-il,l'un des fondateurs de la ligue des droits de l'homme. Sur la dalle de pierre surmontée d'une stèle où il est enterré, on peut lire l'épitaphe suivante : « Ici dort de son dernier sommeil Jules de Peyrecave (1878-1933) qui n'eut ni père, ni mère, ni frère, mais seulement une épouse dévouée et de nombreux amis. » On la retrouve souvent dans les courses d'orientation ou les rallyes.

### Activités sportives
Le sport n'est pas laissé à l'abandon puisque Saubrigues dispose d'un hall des sports, où les Saubriguais peuvent s'adonner à leurs sports favoris, la pelote basque, le basket-ball et le tennis.

## Personnalités liées à la commune
- André de Gorostarzu (1899-1980), militaire français et colonel d'aviation. Il fut attaché de l'air à Saint-Sébastien, Madrid et Lisbonne et devient membre du cabinet civil du maréchal Pétain. Ecarté à la demande des Allemands en 1944, il regagna l'Espagne et travailla pour les services alliés.